# Борсо-дель-Граппа
Борсо-дель-Граппа (итал. Borso del Grappa) — коммуна в Италии, располагается в провинции Тревизо области Венеция.
Население составляет 4935 человек, плотность населения составляет 154 чел./км². Занимает площадь 32 км². Почтовый индекс — 31030. Телефонный код — 0423.
Покровителями коммуны почитаются Пресвятая Богородица и святитель Зенон Веронский, празднование 16 июля.